# Lupinus micranthus
Lupinus micranthus là một loài thực vật có hoa trong họ Đậu. Loài này được Guss. miêu tả khoa học đầu tiên.

## Hình ảnh

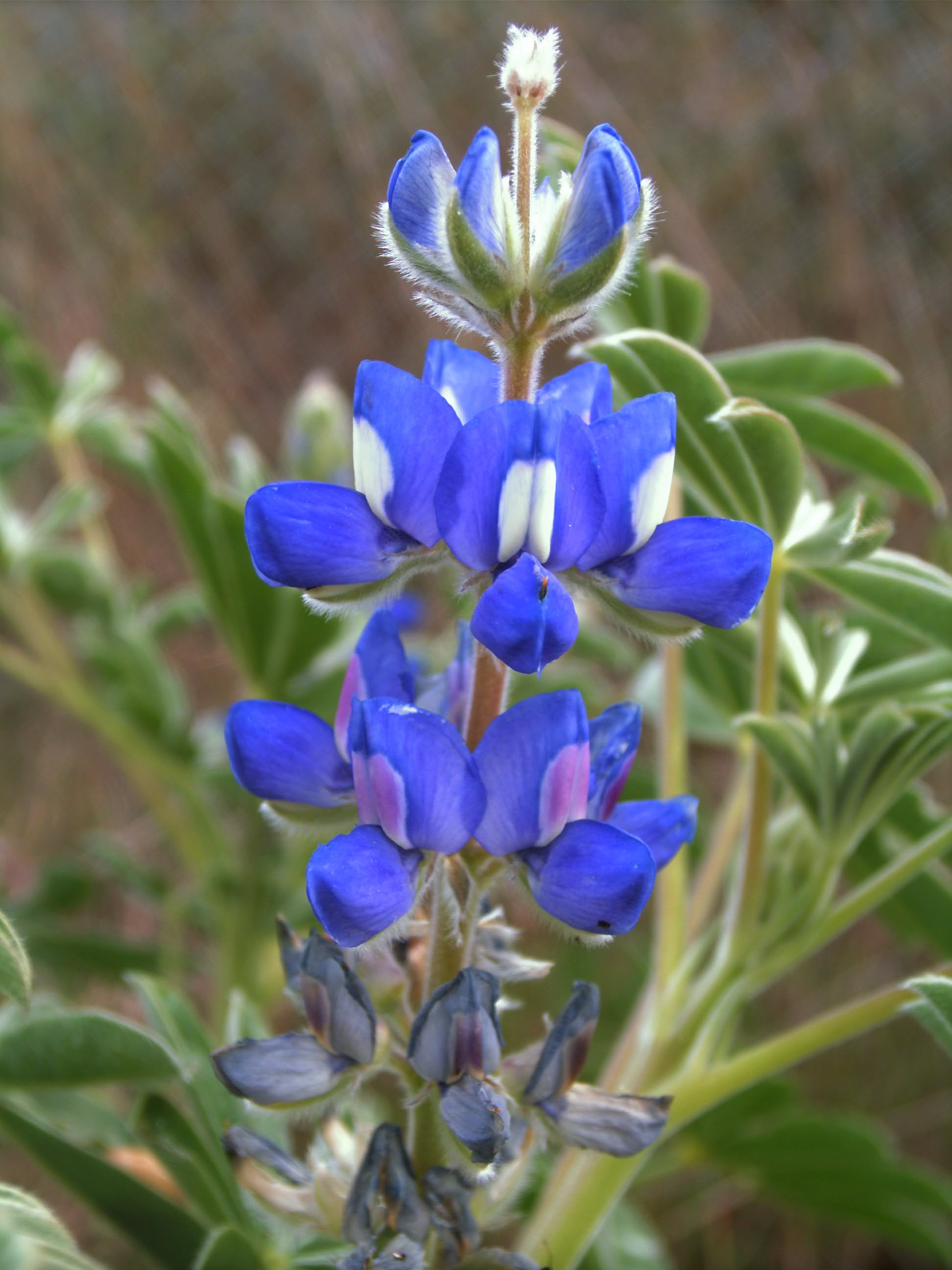